# Exelberg
Exelberg je kopec v Dolním Rakousku, poblíž hranice města Vídně v severní části Vídeňského lesa. Má výšku 516 metrů nad mořem.
Přes Exelbeg vede zemská silnice z Tulbingu v okrese Tulln do vídeňské Höhenstraße. Kopec je znám silničními závody Exelbergrennen. Tato soutěž pořádaná Automobilovým klubem Rakouska byla nejstarší automobilovou soutěží v Rakousku-Uhersku a poprvé se uskutečnila 21. května 1899. Jako automobilové závody byly pořádány do roku 1904. V roce 1910 tam byl ještě motocyklový závod.
Ještě dnes je silnice oblíbená motocyklisty.
Na Exelbergu dnes stojí vysílací věž Exelberg. Také je tam venkovní střelnice pro výcvik střelby z pušek a pistolí vídeňské spolkové policie. Z důvodů velkého obtěžování hlukem je od sousedů více protestů.